# 齋藤彰俊
齋藤 彰俊（さいとう あきとし、8月8日 - ）は、日本の元男性プロレスラー。宮城県仙台市出身。最終所属プロレスリング・ノア。血液型B型。

## 来歴
水泳（平泳ぎ）が得意でジュニアオリンピック優勝（学童新記録）、仙台市立五橋中学校生時代に全国大会で2位の実績を残し、中京高校進学。松永光弘は同級生であった。この頃には極真会館で空手の鍛錬も積んでいた。中京大学進学後も水泳を続け、インターハイ、インカレ、国体、日本選手権で優勝し、ユニバーシアード、パンパシフィックの日本代表、オリンピックの強化選手にもなった。当時から長州力のファンで、パワーホールで選手入場したこともあったという。ソウルオリンピックの代表選考会は5着となり五輪出場を果たせず競泳を引退し、名古屋市のスポーツ関連団体に就職した。
就職後もプロレスや空手への熱い思いは消えず、1989年のFMWの旗揚げ戦で空手の試合を行い、1990年12月20日、愛知県半田市民ホールにおけるパイオニア戦志の対金村ゆきひろ戦に興行主であった松永に誘われ出場しプロレスデビューを果たす。所属先のあてもないまま職場に辞表を出し、フリーの立場で小規模団体が主催する興行への出場を重ねた。
1991年8月にW★INGの旗揚げに参加。徳田光輝、木村浩一郎とともに「格闘3兄弟」として活躍するが、ほどなく第一次W★INGは崩壊。その後、W★INGから分裂して旗揚げを準備していたWMAの所属となるが、一度も興行を行うことなく、団体が崩壊した。
1992年1月4日の新日本プロレス東京ドーム大会に誠心会館の門下生と徒党を組んで乗り込み、新日本プロレスに宣戦布告。セコンドを両者数十人が取り囲む異常な雰囲気の中1月30日小林邦昭にTKO勝ち、週刊プロレスの表紙を飾った。2月8日には小原道由に勝利した。小林との再戦では関節技にて敗れるも長州は小林との一戦を高く評価する。その後長州に認められ新日本プロレスに参戦。その後、青柳政司、小林、越中詩郎、木村健悟と反選手会同盟（後の平成維震軍）を結成するなど活躍。その後1998年に新日本プロレスを退団。一時リングから離れ、名古屋市にショットバー「ココナッツ・リゾート」を開店、小牧市に格闘技道場「ノーティ」を開設。共に現在はプロレス専念のため閉店している。PRIDEに参戦した石澤常光のセコンドについたこともあった。
2000年10月にプロレスリング・ノアから声がかかり、青柳とともに参戦、以降はフリーの立場で継続参戦する。反選手会同盟時代と同じスタイルを引き継いだ青柳とは対照的にコスチュームを含めた外見を大幅に一新し、技のレパートリーも増やすなど、独自のパーソナリティを確立した。その後秋山準に共鳴しスターネス入り。秋山の正パートナーとして2002年9月23日に力皇猛&森嶋猛組を破り、第5代GHCタッグ王座を獲得した。2004年7月にスターネスを離脱。井上雅央、杉浦貴らとともにダーク・エージェントを結成した。
ノアでは長らくフリーの立場だったが、スターネス時代にはノアのジャンパーを着てセコンドに付いたり、様々なイベントにも参加するなど、ほぼ所属選手と同じ行動をしていた。
2006年1月1日付で正式にノア所属選手となった。
2007年6月20日のZERO1-MAXに来場、7月からの火祭りに参戦。
2009年6月13日、広島県立総合体育館グリーンアリーナ（小アリーナ）で行われたGHCタッグ王座選手権試合で王者として試合中、挑戦者の三沢光晴に急角度バックドロップをした際に、三沢が意識不明・心肺停止状態に陥って死亡するリング禍が発生した。結果として齋藤は三沢の最後の対戦相手となった。死亡を聞かされた直後は一睡も出来ず引退も考えたが、6月14日の試合後、齋藤は三沢の遺影に向かって土下座し「どんな重い十字架でも背負う。リングに上がり続けることが社長への恩返し」として現役続行を決意した。事故後には多くのファンが「不幸な事故」「齋藤は悪くない」などと同情を寄せた一方、インターネットで一部のファンからは中傷を受けたが、齋藤は「自分に言うことで気持ちが晴れるなら全部受ける。逃げることはしない」と語った。
事故の発端となったバックドロップについて「今は封印しているが、社長の心の声が聞こえる時が来たら解禁する」としたと述べて、しばらくはバックドロップを封印していたが、9月12日の後楽園ホールでの森嶋猛とのシングルマッチにおいて三沢に許しを乞うように天を仰いでから3か月ぶりにバックドロップを使用、続け様のランニング・スイクル・デスで勝利した。試合後、齋藤は「みなさんすみません。バックドロップ、使ってしまいました」と涙声でファンに謝罪した。
2011年12月、24日のノア興行が所属最後と明かし、2012年よりフリー契約となったが、ノアへの参戦は継続している。2012年1月22日には、秋山とのタッグでジャイアント・バーナード&カール・アンダーソン組からGHCタッグ王座を奪取し、新日本プロレスに流出した王座を取り戻すことに成功した。
2014年6月13日、三沢光晴メモリアルナイトにて丸藤正道と一騎討ちを行い、試合後ノア再所属が決定した。
三沢没後10年を前にした2019年6月12日、5月11日（愛知巡業）にLINE NEWSの取材に応じた内容が記事になった。事故の2年前、三沢は親しい友人に「もしも俺がリングの上で死ぬことがあったら、その時の相手に伝えてほしい」とメッセージを託していた。三沢の友人が書いた手紙には三沢のメッセージとして、「重荷を背負わせてしまってスマン」「きっとお前は俺のことを信頼して、全力で技をかけてくれたのだと思う」「それに俺は応えることができなかった。信頼を裏切る形になった。本当に申し訳ない」「それでも、お前にはプロレスを続けてほしい」「つらいかもしれないが、絶対に続けてほしい」と最後の試合相手が罪の意識に苛まれることを予見した内容で「お前が俺の最後の対戦相手になった『意味』みたいなものは、自分で考えていってほしい」という言葉で締め括られていた。齋藤は事故の数か月後にその手紙を受け取り、不運にも事故の加害者になってしまった自身と同じ苦しみを味わっている人のため「もう一度立ち上がって頑張る姿を見せていきたい」と話している。
2019年11月「反選手会同盟」を結成。
2020年2月24日、名古屋国際会議場にてデビュー30周年記念試合が行われた（vs拳王&マサ北宮&覇王&仁王。パートナーは越中詩郎&青柳政司&井上雅央）。
2021年3月、敗者ユニット吸収マッチに敗れ、反選手会同盟がファンキーエクスプレスに吸収され、同ユニットに強制加入。
2021年9月「N-1 VICTORY 2021」出場。
2024年3月31日、プロレスリングZERO1の「靖国神社奉納プロレス」にてクリス・ヴァイスを下し、初のシングル王座となる世界ヘビー級王座を戴冠した。
2024年7月13日、日本武道館大会での世界ヘビー級選手権試合にて潮崎豪に敗れ王座陥落。その直後、引退を表明し、11月17日の愛知県体育館大会での丸藤とのシングルマッチをもって引退した。

## タイトル歴
プロレスリング・ノア
- GHCタッグ王座
  - 第5代（防衛5回） - パートナーは秋山準
  - 第17代（防衛3回） - パートナーはバイソン・スミス
  - 第23代（防衛3回） - パートナーは秋山準
  - 第26代（防衛0回） - パートナーは潮崎豪
  - 第45代（防衛2回） - パートナーは丸藤正道
- グローバル・タッグ・リーグ戦
  - 2008年大会 優勝 - 4勝2敗2分=勝点10 パートナーはバイソン・スミス
  - 2011年大会 優勝 - 5勝2敗=勝点10 パートナーは秋山準

プロレスリングZERO1
- 第33代世界ヘビー級王座

プロレス大賞
- 1992年度プロレス大賞 最優秀タッグチーム賞 パートナーは越中詩郎→青柳政司→木村健悟

## 得意技
死神の愛称を持つため、技の名前に死神の英訳である「デス」が多用されている。

### フィ二ッシュ・ホールド
スイクルデス
「死神の鎌」の意。延髄斬り。2000年10月にNOAHを主戦場として以来、フィニッシャーとして使用し始める。時として試合序盤にいきなり放つこともあり（いきなりスイクルデス）、ランニング式や座っている相手に対して放つパターンも存在する。斎藤はこの技を繰り出す際、上から下へと振り下ろす軌道を描くことを意識しているほか、自身の体を回転させることで遠心力もつけていることを明かしており、この技をフィニッシャーとして選択した理由として、斎藤は「この世とお別れするときは必ず死神の鎌で切られる。いつ自分自身が鎌で切られるかわからないから日々、悔いのないように生きる覚悟を持って死神を背負っている」と答えている。
デスブランド
「死の烙印」、「死神の刻印」の意。ブレーンバスターの体勢からの変形リバースパイルドライバーで、スコット・スタイナーのスタイナー・スクリュー・ドライバーの類似技。大一番で使用される技で、普段は滅多に使用しない。
デスパニッシュ
「死神の処罰」の意。相手を裏DDTの体勢に捕らえ胸元にショートレンジ式ラリアットを打ち込む技。カズ・ハヤシのファイナル・カットの類似技。
デスクローク
「死神のゆりかご」の意。別名「裏落とし」。裏投げの体勢で相手を抱え上げ、後ろに反り投げるのではなくそのまま前に背中から叩きつける。
DDE（デスデッドエンド）
二段階式長滞空高角度ジャーマン・スープレックス。本田多聞よりデッドエンドを伝承し、独自のタイミングで投げる。

### 打撃技
デス与座
お笑いコンビのホーム・チーム（当時）の与座嘉秋から伝授されたという琉球空手仕込みの右ストレート。対小橋建太戦に向けて開発された技。
クローズライン
各種蹴り技

### 投げ技
バックドロップ
2009年の三沢光晴&潮崎豪組とのGHCタッグ戦を契機に斎藤にとってとてつもない重い十字架のような存在になった技でもあり、三沢戦の後はしばらく本技を使うことをためらっていた時期もあった。
長滞空式ブレーンバスター
相手を持ち上げた後、長時間の溜めをおいて投げるブレーンバスター。齋藤の場合は相手のバランスが崩れそうになるとトップロープに落とし、その反動で再び持ち上げるという点が特徴である。

## 入場テーマ曲
- 「Deathtiny〜死神の宿命〜」（1991年、2004年-2021年）
- 「Ghost of the Navigator」 - アイアン・メイデン（2000年-2004年、NOAH）
- 「Never Can Say Goodbye（Shep Pettibone Extended Remix）」 - コミュナーズ（2021年-現在、NOAH）

## 特別大会でのキャラクター
ノアで毎年恒例となっているクリスマス興行などの特別大会では、大変な弾けっぷりで試合をしたり、余興を行ったりすることで有名。クリスマスGHC（Great Happy Christmas）王者を自称している。その年の流行語や話題の人物を模写したキャラクターが多い。
2002年ハロウィン興行
2002年10月31日のハロウィン興行では、ジャック・オー・ランタン風マスクを被り、「パンプキンDEATH」なる覆面レスラーに扮した。Winkの『淋しい熱帯魚』のテーマに乗り、同楽曲のダンスを完璧な振り付けで踊りながら入場し、リングコール時には、三瓶のギャグ「三瓶です」風に「パンプキンです」とコールされながら同じギャグの動きをするなどした。
2004年クリスマス興行
2004年12月24日のクリスマス興行では、ゴリエのコスプレで「齋藤ゴリエ」として出場。
2005年クリスマス興行
2005年12月24日のクリスマス興行では、入場時にはヒロシに扮し、ヒロシのネタの真似で「アキトシです」とやり、続いて「恋のマイアヒ・パラパラバージョン」を踊り、さらに猫ひろしのものまねを披露した。
2006年選手会興行
2006年6月9日の第5回選手会興行では、タッグパートナー川畑輝鎮とキャラクターを入れ替えて登場。川畑を模して、太い眉毛で登場した。齋藤は「川畑彰俊」とコールを受けた。
2006年クリスマス興行
2006年12月24日のクリスマス興行では、死神キャラ繋がりで『DEATH NOTE』のリュークのコスプレで登場、更に名前が似ているという理由でデューク更家風にウォーキングまで披露。「デスリューク更家」として「DEBU NOTE」を客席に投げ入れた。
2007年クリスマス興行
2007年12月24日のクリスマス興行では、IKKOのような衣装を着て登場したが、入場後に服を脱ぎ、股間の部分にサンタクロースの人形をつけ尻の部分にはモミの木を模したアップリケをつけた短い黒のショートタイツ一丁となり、小島よしおの真似で踊り、試合をした。齋藤は長いプロレス生活でこの日初めて、ロングタイツではなくショートタイツで試合をしている。難波信二リングアナウンサーは「ただの変態親父」とコールしたが、齋藤が抗議。「デスパッピー」として出場した。
2008年クリスマス興行
2008年12月23・24日のクリスマス興行では、赤いショートタイツ・膝当て・シューズを着用し登場。随所で田上明の動きや技を披露した。なお、髪型・口調は真似していなかった。名前も齋藤彰俊のままであった。2日間行われた32選手参加のトーナメントを勝ち進み、決勝で井上雅央を時間切れ末の判定で破り優勝した。
2009年クリスマス興行
2009年12月24日のクリスマス興行では、『20世紀少年』のキャラクター「ともだち」に扮して登場。「よげんのしょ」も用意していた。すると突然アフラックのCMのまねきねこダックの歌とダンスを踊りだす。さらには漫才師のオードリー・春日俊彰へと変身。ピンクのベスト風のコスチュームで髪型は七三分けであった。彼のギャグ「トゥース！」も披露し、「春日彰俊」を名乗った。森嶋猛扮するマスクド・Mと対戦するも、春日がふざけながら試合をしている間に、わずか1分45秒で敗北した。実況の矢島学は、「よげんのしょ」の内容を随時紹介しながら実況を進めるつもりであったが、試合中に一切内容に触れることは出来なかった。試合後に内容が紹介されたが、齋藤のノアでの出来事が予言されていた。しかし、当日の敗北については予言されていない点を矢島は指摘した。
なお当日の試合では、この試合の後に志賀賢太郎が齋藤と同じく『二十世紀少年』の「ともだち」に扮して「トモダチパンチ」と名乗り試合を行った。リング上でトモダチパンチは「齋藤選手とネタが重複してしまい、大変申し訳ございません」とリング上でマイクアピールし、齋藤と観客に謝罪した。実況の平川健太郎は、ネタの示し合わせが不十分であった点を指摘。
2011年クリスマス興行
2011年12月24日のクリスマス興行では、大ヒットした日本テレビ系ドラマ『家政婦のミタ』のキャラ・ミタさんに扮して登場。リングアナに『家政婦のミタですか？』と聞かれ、『いえ、クリスマスのネタです。』と答える。キャラ同様、終始無表情キャラを通し、パートナーの呼びかけに「承知しました。」と相手へ技をかけるが、なぜかパートナーである井上雅央には「承知できません。」と否定し、対戦相手である小橋建太から「やれ！」の一言で、「承知しました。」と雅央に攻撃する場面もあり、場内を沸かせた。
2012年クリスマス興行
2012年12月24日のクリスマス興行ではこの年人気になったスギちゃんの衣装をアレンジしたもので登場クリスマスプレゼントで飴を配った後「飴をわしづかみにして投げてやったぜぇ～。今日こんなカードになったから（丸藤&杉浦vsパートナーは退団する金丸）もしかしてと思ってちゃんとコスチュームも持ってきたぜぇ～。でも今日はスギちゃんでやるぜぇ～」とワイルド彰ちゃんのキャラクターで登場した。
2013年クリスマス興行
2013年のクリスマス興行ではメインでKENTAと一騎討ちを行う。この年大ヒットしたドラマ『半沢直樹』の主人公半沢直樹に扮してスーツを着て登場。リングネームはにゃん沢彰俊。またAKB48のヒット曲「恋するフォーチュンクッキー」も踊る。
2014年クリスマス興行
2014年のクリスマス興行では平柳玄藩とモハメド・ヨネとの3wayを行い大ヒットした妖怪ウォッチのエンディング曲ようかい体操第一を入場曲にして妖怪ウォッチのキャラクタージバニャンならぬ平柳玄藩のお面をかぶりジバニャン同様耳を付けた平柳玄藩ニャン略してゲバニャンとして登場。また自らお面をとると2014年大ブレイクした日本エレキテル連合の未亡人朱美ちゃんのメイクで下半身は未亡人朱美ちゃんの衣装を施していて流行語にもなった「ダメよ～ダメダメ」と言い場内を沸かせた。しかし試合はヨネがキン肉バスターで玄藩をしとめて勝利して齋藤には勝ちも負けもつかなかった。また入場時にはようかい体操を踊りきった。
2017年クリスマス興行
3年ぶりのクリスマス興行では今までとは大きく違いVTRのみで登場しこの年大ブレイクしたブルゾンちえみwithBとアキラ100%のネタを披露。withBはエディ・エドワーズとムースが担当した。
このように、通常の興行シリーズでは殺気を前面に出したファイトを心掛け、クリスマスのような特別興行ではひたすらエンタテインメントに徹して団体を盛り上げようとする姿勢を見せている。

## プロデュース興行「広島格闘の祭典」
- 2012年6月15日

| 広島グリーンアリーナ 観客数:509人    |         |                                |                                    |         |                                        |
| 第1試合                              | 第1試合 | 第1試合                        | 第2試合                            | 第2試合 | 第2試合                                |
| 飯田美花                             | vs      | 下野佐和子                     | 初代タイガーマスク 藤波辰爾 長州力 | vs      | ザ・グレート・カブキ 青柳政司 藤原喜明 |
| 第3試合                              | 第3試合 | 第3試合                        | 第4試合                            | 第4試合 | 第4試合                                |
| GAMI コマンド・ボリショイ 広田さくら | vs      | 豊田真奈美 井上貴子 中島安里紗 | 曙 浜亮太                          | vs      | 河野真幸 嵐                            |
| 第5試合                              | 第5試合 | 第5試合                        | 第6試合                            | 第6試合 | 第6試合                                |
| 鈴木みのる TAKAみちのく              | vs      | 佐野巧真 田中稔                | 華名 桜花由美                      | vs      | 栗原あゆみ AKINO                       |
| 第7試合                              | 第7試合 | 第7試合                        | 第8試合                            | 第8試合 | 第8試合                                |
| 潮崎豪 鈴木鼓太郎                    | vs      | 丸藤正道 モハメドヨネ          | 斎藤彰俊 長井満也                  | vs      | 大森隆男 相島勇人                      |

## エピソード
- リングを降りると大変礼儀正しい好人物として知られる。
- プロレス活動の一方で、主に自身の活動拠点である中京地区のテレビ局を中心にタレント活動も行っていて、テレビドラマに出演もしている。
- 肺活量は非常に高く、その数値は実に8000ccにも及ぶ。
- 死神を自称しているため、入場時に死神が描かれたカードやタロットの大アルカナ13番カードを一枚、観客に手渡してから入場する。齋藤曰く、このタロットは魔除けの効果があり、貰えた観客はラッキーとのこと。
- 死神をモチーフにしたキャラクター、プレイスタイルを用いるようになった理由について、以前体調が優れなかった時に病院で診察を受けた際、重大な病気ではないかと診断されたことがあり（検査の結果そうではなかった）、それから人の生と死というものについて改めて考えるようになったのがきっかけ、と答えている。死神とは「使命を終えた人の魂を刈り取り、神の元に送り届ける収穫者」であり決して邪悪な存在ではなく、自分のキャラクターについても「威嚇や威圧のために死という言葉やイメージを強調しているとか、そういうつもりのものではない」と主張している。
- バイオリンの演奏が得意である。
- 趣味はお酒とグルメ。
- フリーランスとなった直後の2012年2月頃から減量を開始し、5月までの3か月間で127kgあった体重を104kgまで落とした[13]。
- 解説や執筆を務めながら試合に出場している。なおその解説、文章等の比喩表現やワードセンスには定評がある。

## 著書
- 平成維震軍「覇」道に生きた男たち（2020年1月23日、辰巳出版）越中詩郎、小林邦昭、木村健吾、ザ・グレート・カブキ、青柳政司、齋藤彰俊、AKIRAによる共著